# Johann Benedikt Carpzov
Pour les articles homonymes, voir Carpzov.
Johann Benedikt Carpzov, né le 22 juin 1607 à Rochlitz et mort le 22 octobre 1657, est un écrivain allemand.
Il est l'auteur des Dissertations :
- sur Mencius, philosophe chinois
- sur Autolycos de Pitane
- sur Paléphate
- sur Ach. Tatius, Leipzig, 1743
- sur Saxon le Grammairien, 1762, etc.